# 아즈카케라톱스
아즈카케라톱스(Ajkaceratops)는 2010년에 보고된 각룡류 공룡의 한 속이다. 아즈카케라톱스는 백악기 후기에 현재의 유럽이 된 테티스 제도 서부에 살았다. 모식종인 A. kozmai는 동아시아의 각룡과 가장 가까운 관계이며 아마도 조상이 섬들을 건너 뛰면서 이주해 왔을 것이다. 속명인 아즈카케라톱스(Ajkaceratops)는 화석이 발견된 헝가리 이하르쿠트 부근의 마을 이름인 "아즈카(Ajka)" 와 뿔 달린 얼굴이라는 의미의 그리스어 "케라톱스"에서 온 것이다. 종명인 "코즈마이(kozmai)"는 카롤리 코즈마를 기념하기 위한 것이다.

## 특징

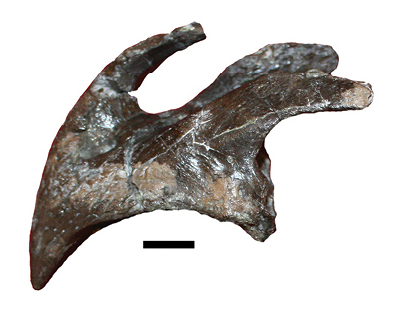
부리뼈와 전상악골이 하나로 합쳐진 완모식표본

완모식표본인 MTM V2009.192.1는 두개골 일부만 보존되어 있으며 부리뼈, 하나로 합쳐진 전상악골과 상악골 조각 (부리와 턱뼈 조각)으로 구성되었다. 이 화석은 부다페스트의 헝가리 자연사박물관에 보관되어 있다. 표본이 단편적이긴 하지만 아즈카케라톱스를 보고한 논문에서 몸길이는 1 미터 정도로 추정했다. 그 외에 전치골 네 개가 MTM V2009.193.1, V2009.194.1, V2009.195.1, 그리고 V2009.196.1 로 기록되어 있으며 이 역시 아즈카케라톱스의 표본인 것으로 생각된다. 하지만 완모식표본과 비교했을 때 크기가 작기 때문에 다른 아즈카케라톱스 개체로부터 온 것으로 보인다.

## 분류
발견된 화석은 아시아의 바가케라톱스과 공룡인 바가케라톱스와 마그니로스트리스와 가장 비슷하게 생겼다. 이것을 볼 때 아즈카케라톱스는 바가케라톱스과와 가까운 관계인 각룡류로 주니케라톱스나 케라톱스과 보다 원시적인 것으로 보인다.

## 고생물학
아즈카케라톱스 화석은 세바냐 층에서 발견되었는데 "범람원과 강으로 구성된 퇴적환경으로 다양한 점토 및 실트가 갈색 내지 회색 모래 및 사암층과 번갈아 쌓인" 것으로 해석되었다. 지층의 연대는 생통주절, 8600만년에서 8400만년으로 측정되었다. 아즈카케라톱스는 랍도돈, 노도사우루스과의 곡룡류, 그리고 수각류 뿐 아미라 악어, 아즈다르코과 익룡, 보트레미드과 거북, 테이드과 도마뱀, 그리고 에난티오르니티스아과 조류 등과 같은 환경에서 살았다.

## 같이 보기
- 공룡 목록
- Haţeg Island